# Condado de Osceola (Flórida)
O condado de Osceola (em inglês:  Osceola County) é um dos 67 condados do estado americano da Flórida. A sede e cidade mais populosa do condado é Kissimmee. Foi fundado em 12 de maio de 1887.

## Geografia
De acordo com o United States Census Bureau, o condado possui uma área de 3 900 km², dos quais 3 438 km² estão cobertos por terra e 462 km² por água.

## Demografia
Segundo o censo nacional de 2010, o condado possui uma população de 268 685 habitantes e uma densidade populacional de 78 hab/km². Possui 128 170 residências, que resulta em uma densidade de 37 residências/km².
Das duas localidades incorporadas no condado, Kissimmee é a mais populosa e a mais densamente povoada, com 59 682 habitantes e densidade populacional de 1 087 hab/km², enquanto Saint Cloud é a menos populosa, com 35 183 habitantes. De 2000 para 2010, a população de Saint Cloud cresceu 75%.